# Леван Абашидзе
Леван Абашидзе (груз. ლევან აბაშიძე; 22 травня 1963 — 7 вересня 1992, Сухумі) — радянський і грузинський кіноактор.
У 1985 році закінчив Тбіліський інститут театрального мистецтва імені Шоти Руставелі. Працював в Тбіліському театрі-студії кіноактора (головний режисер Михайло Іванович Туманішвілі). Загинув під час грузино-абхазького військового конфлікту 7 вересня 1992 року в Сухумі. Він помер від вибуху гранати, випущеної кимось із абхазів.
Похований в Дідубійському пантеоні в Тбілісі.

## Вибрана фільмографія
- 1978 — Кілька інтерв'ю з особистих питань
- 1982 — Не всі комети гаснуть
- 1982 — Витівки Скапена
- 1985 — Подорож молодого композитора
- 1986 — Колообіг
- 1987 — Гість